# Rosenthal-Bielatal
Rosenthal-Bielatal é um município da Alemanha, situado no distrito de Sächsische Schweiz-Osterzgebirge, no estado da Saxônia. Tem 46,45 km² de área, e sua população em 2019 foi estimada em 1.586 habitantes.